# 시박사
시박사(市舶司)는 중국에서 당대(唐代)부터 명대(明代)에 걸쳐 설치되었던 해상 교역 관련 사무를 맡아 보던 관서이다. 주요 업무는 중국을 방문한 시박(외국 선박)과의 무역을 관리하고 외국 상인들에게서 세금(관세)을 거두는 것이었다.

## 개설

### 당
시박(市舶)은 호시박(互市舶), 또는 번박(蕃舶)이라고도 하여, 당대(唐代) 해마다 교역 등의 목적으로 중국 포구를 찾아왔던 외국 상선들의 총칭이다. 이들 시박은 국적에 따라 남해박(南海舶, 곤륜박이라고도 하며 동남아시아 선박), 바라문박(婆羅門舶, 인도 선박), 사자국박(獅子國舶, 스리랑카 선박), 파사박(婆娑舶, 페르시아 선박) 등으로 불렸다. 시박사는 이들 외국 선박을 관리하는 역할을 맡은 관직이었다.
현종(玄宗) 개원(開元) 2년(714년), 당시 교역항으로써 번영을 누리고 있었던 광주(廣州)에 처음으로 시박사를 설치하였다. 이는 시박사(市舶使)나 압번박사(押蕃舶使) 등으로 이어져 조정의 칙사나 절도사(節度使)가 겸임하는 형식이었다. 다만 광저우도서관에서 펴낸 《광주대사기》(廣州大事記)에는 당 고종(高宗) 현경(顯慶) 6년(661년)에 이미 광주에 시박사가 설치되어 현지에 파견된 관리가 겸임해 바닷길을 오가는 국가와 국가 사이의 교역을 총괄했다고 적고 있다. 이후 개원 24년(741년)에 광주성 서쪽에 번방(蕃坊)이 설치되고, 무역을 위해 모여든 외국의 상인들은 이 번방에 거주하며 번방사(蕃坊司)라는 관부와 번장(蕃長)이라는 직책을 가진 관원의 관리를 받았다.
시박 가운데 가장 비중이 큰 것은 파사박으로 인도양을 지나는 중국 상선이 페르시아인을 선장으로 기용해 항해하는 경우도 있었으며, 당대 중국 남방에서는 페르시아인(아랍인 포함)을 박주(舶主)라고 부르기도 했다. 대종(代宗) 대력(大歷) 4년(769년)에 광저우에 온 시박은 모두 4천 척에 이르렀다고 한다. 아랍의 상인 술라이만 알 타지르가 지은 《중국과 인도 소식》(851년저)에 따르면, 항저우에 온 외국 상선의 화물들을 중국의 관리들이 여섯 달 동안 보관했다가 계절풍을 따라 들어온 선박들의 입항에 맞춰 30%의 관세를 매겨 징수한 뒤 나머지를 물주에게 돌려주었고, 진귀한 물건이 있으면 중국의 당국자들이 일단 싸게 사서 경사(京師)에 주었다고 한다.

### 송
송대(宋代)에 들어 남해 무역이 발전하면서 이에 수반해 제도 개혁과 정비도 진행되었다. 송 왕조의 시박사는 설치된 지역의 이름을 따서 불렸는데, 송 태조 개보(開寶) 4년(971년)에 광주에 광주시박사를 둔 것을 시작으로 진종(眞宗) 함평(咸平) 2년(999년)에는 항주(杭州), 명주(明州, 지금의 닝보)에, 신종(神宗) 희녕(熙寧) 연간에도 수주(秀州) 감포(澉浦, 지금의 저장성 자싱 시 하이옌 현 소재)에, 철종 원우(元祐) 2년(1087년)에는 천주(泉州)와 밀주(密州, 지금의 칭다오)에도 각각 시박사가 설치되었으며, 휘종(徽宗) 정화(政和) 3년(1113년) 수주의 화정(華亭, 지금의 상하이 쑹장 구 소재)에도 시박사가 더 설치되었다. 송 왕조가 남쪽으로 밀려난 뒤인 고종(高宗) 소흥(紹興) 15년(1145년), 강음항(江陰港)과 온주(溫州)에 각각 시박사가 설치되는 등 남송 시대를 통틀어 모두 여덟 곳의 시박사가 설치되었다.

### 원
시박사의 직무는 국내외 상인들의 출입국 심사나 보호 및 관리, 그들이 가져온 화물의 검사와 징세, 금제품 단속와 관매품(官買品) 거래, 외국 사절의 접대 등 몹시 넓은 것이었다. 원대(元代)에는 시박제거사(市舶提擧司)라 불리며 송대의 밀주를 제외한 일곱 곳의 시박사가 운영되었다.

### 명
명대(明代)에도 잠시 광주(廣州), 천주(泉州), 명주(明州, 오늘날 닝보寧波)에 시박제거사를 두었다. 그러나 홍무(洪武) 7년(1374년) 태조(太祖) 홍무제(洪武帝)는 명주, 천주, 광주 세 곳의 시박사를 한꺼번에 폐지해버렸다. 명은 조공이라는 형태의 공무역 하나만으로 자국의 무역 체제를 유지하고자 했고 한편으로 왜구를 막는다는 의미로 외국인과의 교역이나 바다 바깥으로부터의 선박이 오는 것을 막는 해금정책(海禁政策)을 펼쳤다. 때문에 시박사의 역할도 축소되고 중국의 대외교역 대부분은 밀무역으로 행해졌다.
영락(永樂) 원년(1403년)에 다시 직례(直隸) 태창(太倉) 황도(黃渡), 복건(福建) 천주, 절강(浙江) 명주, 광동(廣東) 광주, 교지(交趾) 운남(雲南) 등 연해 지역 다섯 곳의 시박제거사가 복구되었으며, 명주는 일본, 천주는 류큐 선박과의 교역을 전담하게 하였으나, 민간에서는 여전히 해금정책이 그대로 시행되었다.
가정(嘉靖) 2년(1523년) 명 조정은 해금을 더욱 강화해 명주와 천주 두 곳의 시박사를 혁파하고 광주시박사만 남겨두었으나, 이마저도 곧 폐지해 버렸다. 30여 년이 지난 가정 39년(1560)에야 회양순무(淮陽巡撫) 당순지(唐順之)의 요청으로 명주, 천주, 광주의 세 시박사는 회복되었다. 그러나 가정 44년(1565) 절강순무(浙江巡撫) 유기(劉畿)의 요청으로 절강시박사는 폐지되었다. 복건시박사도 폐지되었으나 만력(萬曆) 연간에 다시 회복되었다. 이후 명조가 망하는 날까지 시박사는 큰 변동 없이 유지되었다.

### 청
청대(淸代)에도 초기에는 시박사를 두었다. 그러나 강희 24년(1685년) 강남(江南) 상해(上海), 절강 영파(寧波), 복건 복주(福州)와 하문(廈門), 광동 광주, 이 네 곳에 해관(海關)이 설치되면서 시박사의 기능은 해관에 통합되었고, 시박사는 폐지되었다. 상해 강해관(江海關), 영파 절해관(浙海關)이 설치되고, 복주와 하문 두 곳은 모두 민해관(閩海關) 한 곳에 속했으며, 광주 월해관(粵海關)의 경우 청 조정의 내무부(內務府) 산하 직속으로 관리하였다.

## 참고 문헌
- 정수일, 《해상 실크로드 사전》 창작과비평사, 2014년

## 같이 보기
- 광동 체제
- 광동십삼행
- 교역항

1. ↑  梁启超 《中国文化史》 《饮冰室合集》 10 86-86页